# Група кватерніона

Циклічний граф Q_{8}. Кожен колір це послідовність степенів деякого елемента, зв'язана з нейтральним елементом — (1). Для прикладу, червоний цикл показує, що i ^{2} = −1, i ^{3} = −i та i ^{4} = 1. А також (−i)^{2} = −1, (−i)^{3} = i та (−i)^{4} = 1.

В теорії груп, група кватерніона є неабелевою групою порядку 8, ізоморфною множині восьми визначеним кватерніонам з операцією множення. Позначається Q8 і представляється заданням групи
{\displaystyle Q=\langle -1,i,j,k\mid \;\;(-1)^{2}=1,\;i^{2}=j^{2}=k^{2}=ijk=-1\rangle ,}
де 1 (нейтральний елемент) та −1 комутують зі всіма елементами групи.
Множення елементів {±i, ±j, ±k} подібне до векторного добутку ортів в тривимірному евклідовому просторі.
{\displaystyle {\begin{alignedat}{2}ij&=k,&\qquad ji&=-k,\\jk&=i,&kj&=-i,\\ki&=j,&ik&=-j.\end{alignedat}}}

## Властивості
- Група кватерніона є гамільтоновою: Q8 є неабелевою, але всі її підгрупи є нормальними.

- Можна побудувати 4-вимірний дійсний векторний простір з базисом {1, i, j, k} і зробити з нього асоціативну алгебру ввівши множення, як описано вище, та добавивши дистрибутивний закон. Отримаємо тіло кватерніонів.

- Порядок елементів i, j, k рівний 4, і довільні два з них утворюють породжуючу множину групи. Інше задання групи:

{\displaystyle \langle x,y\mid x^{2}=y^{2},y^{-1}xy=x^{-1}\rangle .\,\!}
- Центр та комутант групи Q8 це підгрупа {±1}.
  - Факторгрупа Q/{±1} ізоморфна 4-групі Клейна V4.
  - Група внутрішніх автоморфізмів Q8 також ізоморфна 4-групі Клейна.
  - Повна група автоморфізмів Q8 ізоморфна S4, симетричній групі з 4 елементів.
  - Група зовнішніх автоморфізмів Q8 рівна S4/V = S3.

## Матричне представлення
Група кватерніона може бути представлена як підгрупа загальної лінійної групи:
{\displaystyle \ Q=\{\pm 1,\pm i,\pm j,\pm k\}\to \mathrm {GL} _{2}(\mathbb {C} )}
де
{\displaystyle 1\mapsto {\begin{pmatrix}1&0\\0&1\end{pmatrix}}}
{\displaystyle i\mapsto {\begin{pmatrix}{\sqrt {-1}}&0\\0&-{\sqrt {-1}}\end{pmatrix}}}
{\displaystyle j\mapsto {\begin{pmatrix}0&1\\-1&0\end{pmatrix}}}
{\displaystyle k\mapsto {\begin{pmatrix}0&{\sqrt {-1}}\\{\sqrt {-1}}&0\end{pmatrix}}}
Всі матриці мають одиничний детермінант, тому це представлення Q8 в спеціальну лінійну група SL2(C).
Також важливим є представлення Q8 в 8 елементів 2-векторного простору над скінченним полем F3:
{\displaystyle \ Q=\{\pm 1,\pm i,\pm j,\pm k\}\to \mathrm {GL} (2,3)}
де
{\displaystyle 1\mapsto {\begin{pmatrix}1&0\\0&1\end{pmatrix}}}
{\displaystyle i\mapsto {\begin{pmatrix}1&1\\1&-1\end{pmatrix}}}
{\displaystyle j\mapsto {\begin{pmatrix}-1&1\\1&1\end{pmatrix}}}
{\displaystyle k\mapsto {\begin{pmatrix}0&-1\\1&0\end{pmatrix}}}
де {−1,0,1} елементами з поля F3. Всі матриці мають одиничний детермінант над F3, тому це представлення Q8 в спеціальну лінійну групу SL(2, 3). Насправді Q8 є нормальною підгрупою SL(2, 3) індексу 3.

### Українською
- Гаврилків В. М. Елементи теорії груп та теорії кілець. — І.-Ф.  : Голіней, 2023. — 153 с.
- Ганюшкін О. Г., Безущак О. О. Теорія груп: Навчальний посібник для студентів механіко–математичного факультету. — Київ : ВПЦ "Київський університет", 2005.(укр.)

### Іншими мовами
- Курош А. Г. Теория групп. — 3-е изд. — Москва : Наука, 1967. — 648 с. — ISBN 5-8114-0616-9.(рос.)
- Кантор И. Л., Солодовников А. С. Гиперкомплексные числа. — Москва : Наука, 1973. — 144 с.(рос.)